# 愛しの仕事さま。
『就活応援!愛しの仕事さま。』（しゅうかつおうえん!いとしのしごとさま）は、2006年11月4日より2009年3月28日までBS-i（現：BS-TBS）で放送されていた、就職活動をしている大学生を対象にした情報番組。放送開始当初の番組タイトルは『就活!HAPPY情報バラエティ「愛しの仕事さま。」』（しゅうかつ!ハッピーじょうほうバラエティ「いとしのしごとさま」）であったが、前述のタイトルに変更した。
マイナビ（毎日コミュニケーションズ）の一社提供番組。

## 番組概要
- 現在就職活動をしている大学生を対象にした番組で、毎回各企業を紹介している。また、紹介する企業の人事採用担当者が出演しているのが特徴的であり、どんな人材を求めているかアピールしている。
- 紹介する企業は一般企業から官公庁まで多岐に亘る。
- スタジオ収録ではなく、紹介する各企業に出向きいわば「出張」形式で番組は収録されている。
- 番組開始当初から他の時間帯での再放送は行わず、同一時間帯で本放送と再放送を交互に行う（一ヶ月あたりの割合は本放送2回、再放送2回）。

## 主なコーナー
ザ・模擬面接
- 『愛しの仕事さま。』においてはメインとなるコーナー。次項で詳説。

ひらけ!採用への道 我ら就活部
- 就職活動中の学生の模様を追ったドキュメント。

マイナビ就活NEWS
- 番組中盤にあるコーナー。マイナビの担当者が出演して「マイナビ就職EXPO」の開催情報などを伝える。

## ザ・模擬面接
- 各企業の採用担当者と実際に面接を体験するコーナー。この番組では大半の時間を割り当てている。
- 事前にエントリーシートに志望動機などを記入して面接を行う。面接時間は10分間で面接官は通常一人。
- 面接前に意気込みを語り、その後に別室に設置された面接会場に向かう。面接中は随時モニタリングを行う。
- 面接終了後は採用担当者から100点満点中の点数を発表し、面接での長所・短所を説明して、実際の就職活動に生かして貰うのがこのコーナーの趣旨となっている。

## 出演者
- 小林豊（当時TBSアナウンサー、番組進行）
- 青木裕子（同上）
- 栗田卓也（マイナビ編集長、番組コメンテーター）
- 森一丁（ナレーション）
- この他に、毎回ゲストが1人出演する。

## 放送時間
- 土曜日24:00～24:54（日曜日未明、JST）

## 紹介した主な企業
- 『愛しの仕事さま。』で紹介する企業は略称および通称を使用せず、登記上の正式名称で紹介する。また、かつてTBSで読売・朝日・毎日3社ニュースを放送した縁もあってか読売新聞社や朝日新聞社も紹介したことがある。

- TBSテレビ
- 全日本空輸
- ジェイティービー
- セコム
- 資生堂
- 神戸製鋼
- ワタミ
- ビックカメラ
- 農林水産省

- ローソン
- 明治製菓
- 朝日新聞社
- 読売新聞社
- トレンドマイクロ
- コーセー
- 日本航空
- 毎日コミュニケーションズ
- 積水ハウス

## 出演した主なゲスト
- 北野大
- 野々村真
- 中西哲生
- 山口もえ
- 田中雅美
- 愛川ゆず季
- 小田茜
- 原幹恵

- 田代さやか
- 田丸麻紀
- 矢吹春奈
- ブラザートム
- 優木まおみ
- 高部あい
- 青島あきな
- 辰巳奈都子